# Ski de fond aux Jeux olympiques de 1960
Pour des articles plus généraux, voir Ski de fond aux Jeux olympiques et Jeux olympiques d'hiver de 1960.
Navigation
Cortina d'Ampezzo 1956 Innsbruck 1964
Résultats des épreuves de ski de fond aux Jeux olympiques de 1960.

## Podium
| Épreuves           | Or                                                                    | Argent                                                                 | Bronze                                                                               |
| 15 km H            | Haakon Brusveen                                                       | Sixten Jernberg                                                        | Veikko Hakulinen                                                                     |
| 30 km H            | Sixten Jernberg                                                       | Rolf Rämgård                                                           | Nikolay Anikin                                                                       |
| 50 km H            | Kalevi Hämäläinen                                                     | Veikko Hakulinen                                                       | Rolf Rämgård                                                                         |
| relais 4 × 10 km H | Finlande Toimi Alatalo Eero Mäntyranta Väinö Huhtala Veikko Hakulinen | Norvège Harald Grønningen Hallgeir Brenden Einar Østby Haakon Brusveen | Union soviétique Anatoly Shelyukhin Gennady Vaganov Aleksey Kuznetsov Nikolay Anikin |
| 10 km F            | Maria Gusakova                                                        | Ljubov Kozyreva                                                        | Radya Yeroshina                                                                      |
| relais 3 × 5 km F  | Suède Irma Johansson Britt Strandberg Sonja Edström                   | Union soviétique Radya Yeroshina Maria Gusakova Ljubov Kozyreva        | Finlande Siiri Rantanen Eeva Ruoppa Toini Mikkola-Pöysti                             |

## Médailles
| Rang | Nations          |   |   |   | Total |
| ---- | ---------------- | - | - | - | ----- |
| 1er  | Suède            | 2 | 2 | 1 | 5     |
| 2e   | Finlande         | 2 | 1 | 2 | 5     |
| 3e   | Union soviétique | 1 | 2 | 3 | 6     |
| 4e   | Norvège          | 1 | 1 | 0 | 2     |